# Dettmar Cramer
Dettmar Cramer (Dortmund, 4. travnja 1925. – Reit im Winkl, 17. rujna 2015.) je bio njemački bivši nogometaš i trener. Između ostalog, trenirao je nogometne reprezentacije Japana, Egipta, SAD-a, Malezije i Južne Koreje. Najveći uspjeh je postigao s Bayern Münchenom, s kojim je osvojio Kup prvaka, 1975. i 1976. godine. 

## Vanjske poveznice
- Dettmar Cramer na eintracht-archiv.de (njem.)